# 聚醯胺醯亞胺
聚醯胺醯亞胺（英語：Polyamide-imide，PAI）是為一種熱塑性或熱固性非結晶聚合物，具有優異機械性能、耐熱性能以及耐化學腐蝕性，此等性能使聚醯胺醯亞胺為兼顧價格與性能時之優先考量，本聚合物常使用於電線製程中做為電線塗層；聚醯胺醯亞胺可由異氰酸酯及偏苯三酸酐於N-甲基吡咯烷酮行逐步聚合得之。
聚醯胺醯亞胺如其名，分子鏈中同時含有醯胺及醯亞胺官能團，兼具聚醯胺及聚醯亞胺之優點：高機械強度、可熔融加工性、高耐熱性及優秀之耐化學腐蝕性；聚醯胺醯亞胺可進行各式加工如射出成形或壓製成各式構件及錠狀，亦可作為塗層、纖維、薄膜乃至黏著劑，一般而言聚醯胺醯亞胺於成形過程中會經熱固化以提升機械性能。

## 材料特性
耐熱性高，玻璃化溫度介於280-290℃，可用溫度範圍為-200-260℃。

對放射線及紫外線安定，耐輻射性佳。

耐燃性優良。

機械性能優異，抗張強度及耐疲勞性高。

線膨脹係數小故尺寸安定性高且吸濕性小。

電器性質優良及耐化學腐蝕性優良(濃強鹼、氧化劑及吡啶除外)。

## 生產製程

### 醯氯反應途徑
最早聚醯胺醯亞胺之合成乃借助芳香二胺，如亞甲基二苯胺及偏苯三酸酐醯氯經縮合而得，二胺及酸酐先反應為中間體醯胺酸；而醯氯則與芳香胺反應成為醯胺，過程中有副產物為氯化氫，此聚合程序於強極性非質子溶劑中實現，如N-甲基吡咯烷酮、二甲基甲醯胺或二甲基亞碸，反應溫度約為20-60℃；副產物氯化氫可於溶液中中和或將聚合物取出洗淨，隨後經加熱使醯胺酸轉化為醯亞胺基團並促使分子量增長。

### 二異氰酸酯反應途徑
此製程是為現今工業上最主要生產聚醯胺醯亞胺漆包線之程序；本製成以二異氰酸酯，通常為4,4' - 亞甲基二苯基二異氰酸酯，與偏苯三酸酐反應而得產品，此程序可以直接生產高分子量成品而不產生氯化氫等副產物，唯一副產物是為二氧化碳，但其為氣體可輕易移除；此種形式生產之聚醯胺醯亞胺可用於漆包線之披覆層或是作為塗層之用。溶液之黏度控制可藉單體之化學劑量比、單官能基試劑之添加以及聚合物固體含量實現。

## 應用
於機械領域可加工為活塞輪、凸輪、齒輪、軸承及檔板等；於電子工業上可做為電器用品、開關、連接器、半導體插座等電氣產品上；於汽車工業，可應用於推進墊圈、封口環、齒輪、軸承、引擎零件及變速器零件等；在航空、太空領域方面，可應用於墊圈、隔板、螺母等噴氣發動機的零件以及離合器、軸承、連接器及抽水器零件等。芳香族PAI具優良之耐熱性、機械性能及耐化學腐蝕性，且摩擦係數小、電氣絕緣性佳以及質輕，具有取代傳統金屬零件的潛力，為極具發展潛力高性能高分子材料，大多應用於電氣、電子零件、汽車零件、工程塑膠及一般機械零件。

## 近年發展
近年來，由於各種工程塑膠之高性能特性需求，研究者們致力於製備許多新型高性能工程塑膠聚醯亞胺、聚醯胺及聚醯胺醯亞胺之材料。發現在聚合物中，如導入下列之特殊基團，包括非共平面基團（noncoplanar）、扭曲懸掛基團（kink）、鋼硬且龐大之環脂肪族金剛烷懸掛基團（rigid, bulky, cyclo,aliphatic, admantane and cardo）、環十二烷懸掛基團（ cyclododecane, cardo）、原冰片烷懸掛基團（norbornane, cardo）以及第三丁基不對稱側鏈基團（tertbutyl, unsymmetric）等基團後，可改善聚合物之溶解特性，提高耐熱性以及增強機械性能。